# Pali (Hawaï)
Pour l’article homonyme, voir Pali.
Un pali est un terme hawaïen qui désigne à Hawaï une falaise, un escarpement, une pente très raide ou un précipice.

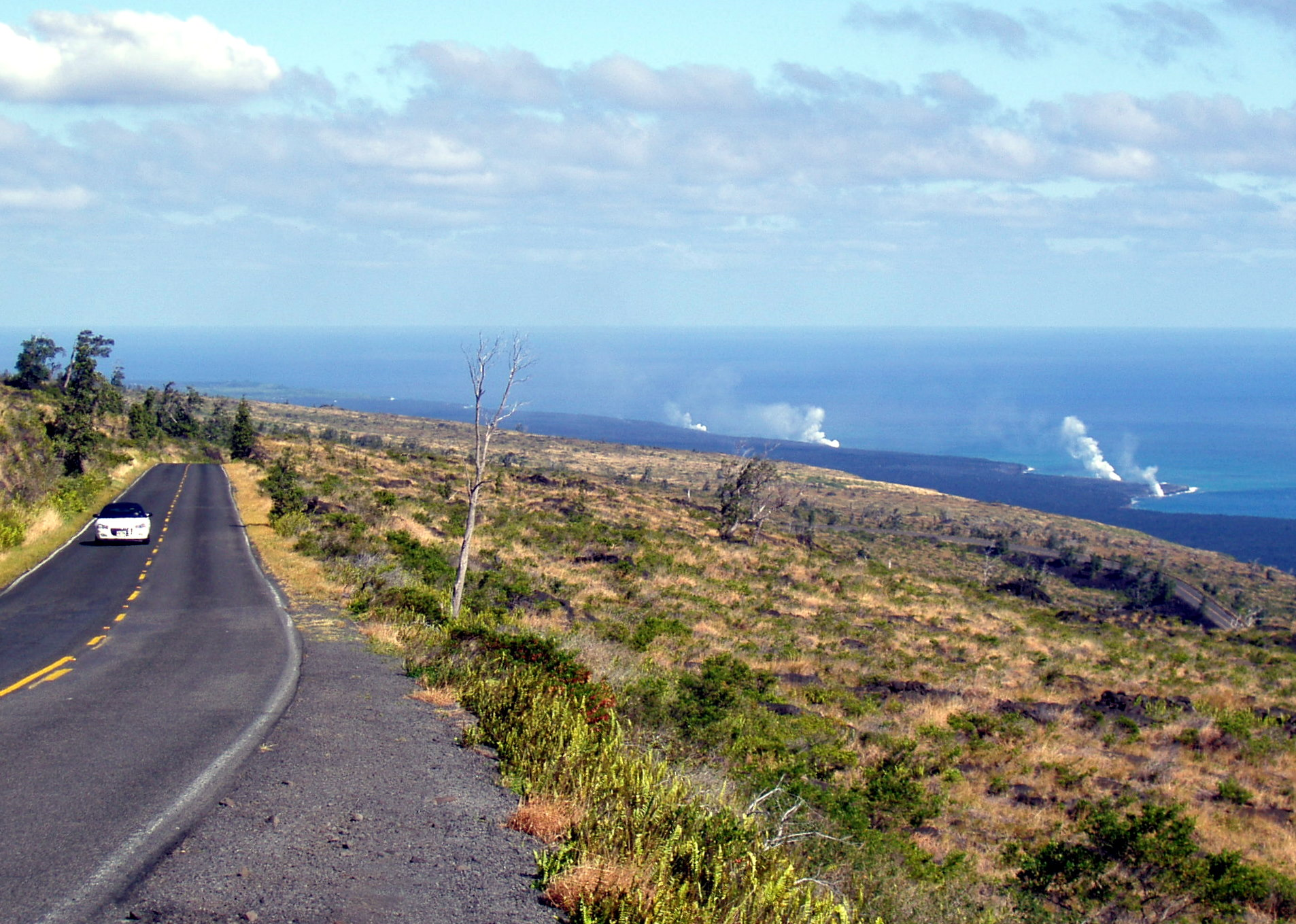
Vue de la Chain of Craters Road abordant la descente de Hōlei Pali par un virage en épingle sur les flancs du Kīlauea sur l'île de Hawaï.

Ce terme peut être inclus dans un toponyme. C'est le cas de :
- île de Hawaï :
  - Kīlauea :
    - Hilina Pali : situé sur son flanc sud-ouest, il est le but de la Hilina Pali Trail[2].
    - Hōlei Pali : situé sur son flanc sud-est, au sud du Puʻu ʻŌʻō, dans le prolongement du Poliokeawe Pali situé à l'ouest, il est franchi par la Chain of Craters Road.
    - Poliokeawe Pali : sur son flanc sud, au sud des cratères Nāpau, Makaopuhi et ʻAlae, dans le prolongement du Hōlei Pali situé à l'est[2].
    - Puueo Pali : situé sur son flanc sud, il forme une falaise surplombant l'océan Pacifique et l'île Keaoi[2].

  - Kohala
    - Hāmākua Pali : situé sur son flanc nord, il est entaillé par de nombreux cours d'eau encaissés et fait partie d'une réserve forestière[3].
- Kauai
  - Nā Pali : situé sur la côte nord-ouest de l'île, il forme des falaises qui plongent dans l'océan Pacifique[4].
- Oahu
  - Nu‘uanu Pali : situé dans le sud de la Koolau Range, il s'agit d'une crête constituant le fond de la vallée du même nom qui débouche sur Honolulu[5]. Nu‘uanu Pali est un point de passage important entre la côte sud et la côte est d'Oahu[5].

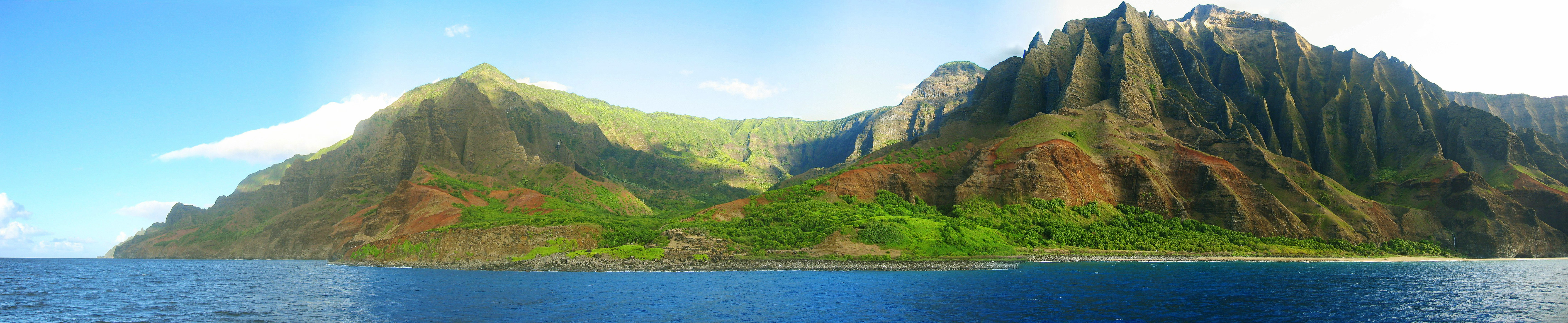
Vue panoramique de Nā Pali sur Kauai depuis l'océan.